# Yahgan
Het Yahganvolk (ook Yamana of Tequenica genoemd) woonde in Vuurland. Ze werden ook wel Kano-indianen genoemd omdat ze veel tijd doorbrachten op zee. Ze namen zelfs hun vuren mee. Deze vuren gaven Vuurland zijn naam, toen de Spaanse zeevaarder Ferdinand Magellaan in november 1520 dit gebied aandeed en in de mist talloze vuren zag branden.

Woongebieden van (voormalige) inheemse volken

## Oorsprong
De gletsjers na de laatste ijstijd waren vermoedelijk rond 8000 à 7000 v.Chr. uit de omgeving van de Straat van Magellaan verdwenen. Het gebied tussen de Golf van Penas en de Straat raakte daarna vanuit het noorden bevolkt, volgens Chapman gebeurde dat redelijk snel.
De oudste vindplaats op Vuurland waaruit menselijke bewoning valt af te leiden, dateert uit omstreeks 7.500 v.Chr. De Amerikaanse archeoloog Bird dateerde het bereiken van het meest zuidelijke gebied echter op 9.000 v.Chr.
De Yahgan waren net als de Alacalufe een kanovarend volk, die langs de Pacifische kust zuidwaarts waren getrokken. Niet duidelijk is, wanneer van een Yahgan-volk gesproken kan worden en wanneer zij op Vuurland arriveerden.  De oudste vondsten langs het Beaglekanaal aan de zuidkant van Vuurland dateren van omstreeks 4000 v.Chr; volgens Chapman waren dit de Yahgan of hun directe voorouders.

## Woongebied
De Yahgan woonden vooral op het Navarino-eiland en andere eilanden ten zuiden van het Beaglekanaal, en langs de noordzijde van dat kanaal op het eigenlijke Vuurland. Daarnaast bewoonden ze Lennox, Hoste-eiland en de Wollaston-eilanden. Volgens de Amerikaanse ontdekkingsreiziger Charles W. Furlong (1874-1967) woonden op Wollaston de zwakste, kleinste en armzaligste mensen van dit volk, verdreven naar deze uithoek door sterkere of slimmere stammen. De grootste nederzetting van de Yahgan was het huidige Ushuaia waar rond de 150 mensen woonden, soms oplopend tot 300. Daarnaast kwamen er nog passanten van elders om bijvoorbeeld huiden te verhandelen. De tweede nederzetting was Woolya op de westkust van Navarino-eiland. Het aantal bewoners zou hier gevarieerd hebben van enkele families tot ruim 200 personen in 60 à 70 hutten. Woolya was in 1859 het toneel van een gewelddadig conflict.

##### Woolya-conflict

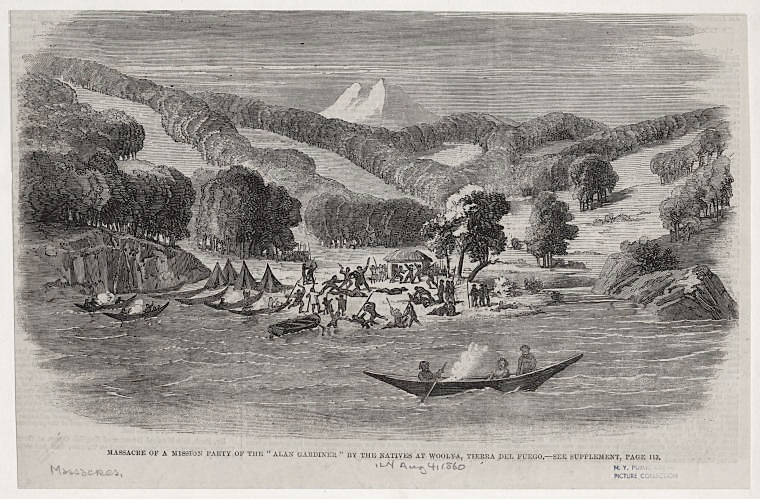
Afbeelding van het bloedbad van 1859

Het Bloedbad van Woolya vond plaats in november 1859. Charles Darwin en vice-admiraal Robert FitzRoy van de Beagle ontmoetten de Yahgan in 1831 in de baai van Woolya, aan de westkant van het Navarino-eiland. Daarna kwamen activiteiten op gang om deze bewoners in Europese talen en religie te onderwijzen. In Engeland werd de South American Mission Society (SAMS) opgericht. Missionaris George Despard kwam de zendingspost op Keppeleiland op de Falkland-eilanden bemannen; hij bracht zijn vrouw en enkele kinderen mee waaronder hun geadopteerde zoon Thomas Bridges. 
In december 1858 werd door de Britten een groep van negen bewoners van Navarin-eiland naar de missiepost op Keppeleiland overgebracht om hen onderwijs te geven. In oktober 1859 vertrok de schoener Allen Gardiner, in eigendom van de SAMS, van Keppeleiland om de inheemsen weer naar Woolya terug te brengen. Aan boord was tevens een catecheet die ter plaatse missiewerk onder de bewoners zou gaan doen. Het schip, met een Britse bemanning, arriveerde daar op 2 november 1859. 
Terug in de baai van Woolya ontstond een geschil tussen een groepje Yahgan, die mogelijk voor ruilhandel aan boord waren gekomen, en de bemanning. Volgens de kok hadden bemanningsleden bij de kapitein geklaagd dat er spullen van hen waren gestolen. Daarop moesten de inheemsen hun bundels tonen voor ze van boord konden gaan. De spullen werden bij hen gevonden, waarop nog een vechtpartij tussen een van hen en de kapitein ontstond met een voor de Yahgan vernederende afloop. Op 6 november 1859 was de bemanning van boord gegaan om in een kapel op de wal een zondagse dienst te houden. Daar werden ze met speren, knuppels en stenen door de Yahgan aangevallen en gedood. Enige overlevende was de scheepskok, die aan boord van de Allen Gardiner was gebleven. Hij ontsnapte in een sloep, werd later gepakt maar goed behandeld door de bewoners. In maart 1860 werd hij opgepikt door een tweede schip dat vanaf de Falklands was vertrokken, nadat de Allen Gardiner niet terugkeerde. De kok kon toen het verhaal van de diefstal vertellen. De diefstal wordt echter niet specifiek genoemd in een andere beschrijving van de gebeurtenis.
Enkele jaren later verzocht Despard van de missiepost op Falkland om met vrouw en kinderen naar Engeland te mogen terugkeren. Zijn adoptiefzoon Thomas Bridges, toen 17 jaar oud, bleef de missiepost bemannen. Hij leerde de taal van de Yahgan en begon aan zijn levenswerk, het opstellen van een woordenboek en de grammatica van het Yámana. In 1871 stichtte hij samen met een ander zendelingsgezin een missiepost bij Ushuaia.

##### Conflict in 17e eeuw
Ook in 1624 was er sprake van een aanval door Yahgan, ditmaal op een groep Nederlanders van de Nassauvloot. De Nassauvloot was in 1623 vertrokken uit de Republiek der Zeven Verenigde Nederlanden richting Peru met als doel veroveringen op Spaans bezit. De vloot bestond uit elf oorlogsschepen met 1600 opvarenden. In februari 1624 gingen ze voor anker aan de zuidkant van Navarino-eiland. Op 22 februari gingen 19 onbewapende mannen in sloepen naar de wal voor drinkwater en brandhout. Ze maakten contact met de Yahgan. Door slecht weer moesten ze twee nachten aan wal blijven. Op de 24e bleek dat er nog twee overlevenden waren, vijf gedode mannen lagen toegetakeld op de kust en 12 waren spoorloos. Verondersteld werd dat sprake was van kannibalisme. Volgens de overlevenden waren ze onverwacht aangevallen met knotsen, speren en stenen terwijl een eerder contact goed was verlopen. Volgens Robert FitzRoy, die in de 19e eeuw met Charles Darwin dit gebied bezocht, kan het een wraakactie zijn geweest voor een slachting op een groep Selknam in 1599 door manschappen van Olivier van Noort. Deze tijding zou dan in 25 jaar een afstand van 300 mijl afgelegd moeten hebben. Volgens Chapman is dit onwaarschijnlijk en waren de Yahgan gewoon bang geworden door de komst van elf grote schepen. Ook zou kannibalisme onder hen ongebruikelijk zijn geweest.

## Cultuur

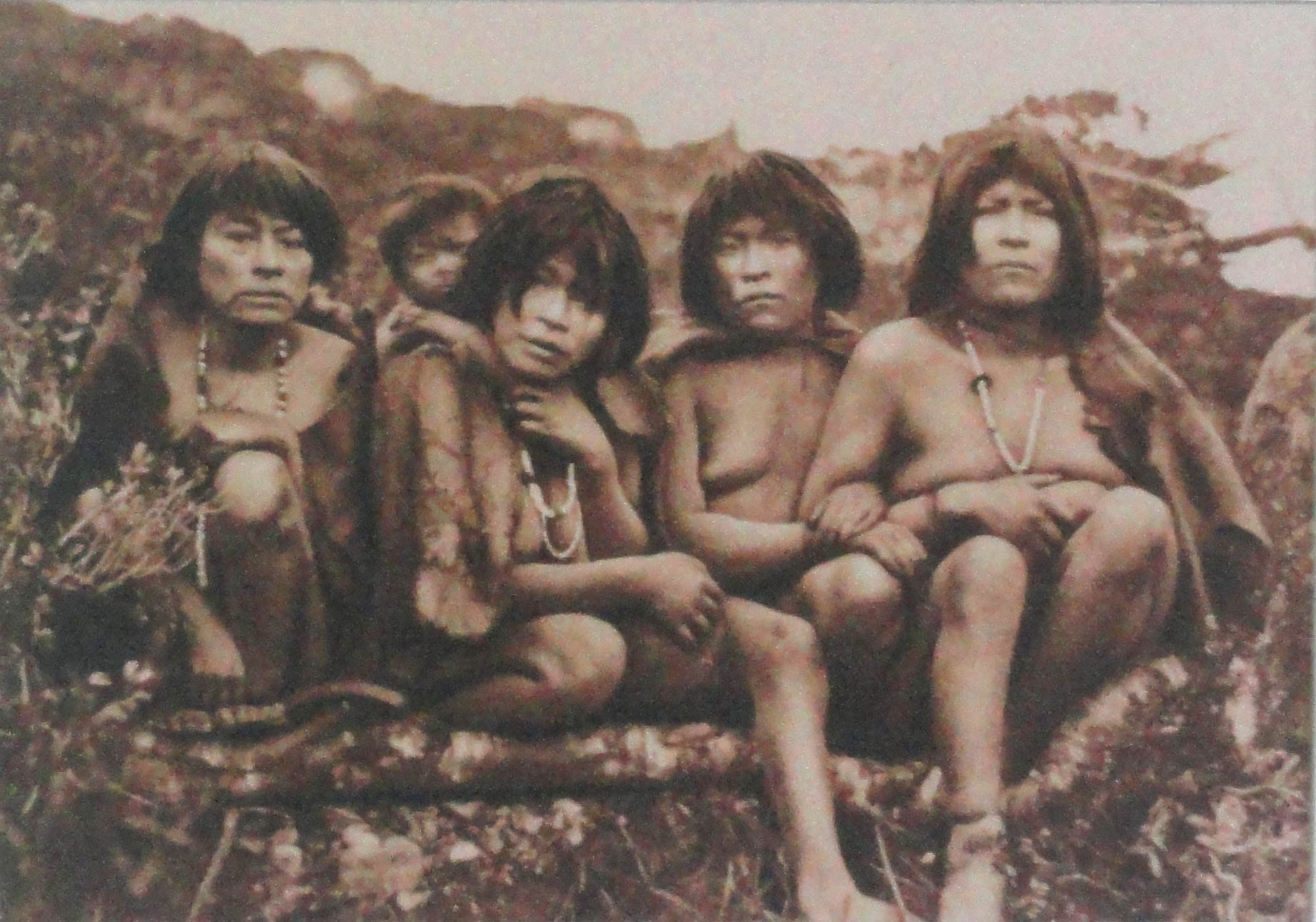
Yahgan bij Ushuaia (1883)

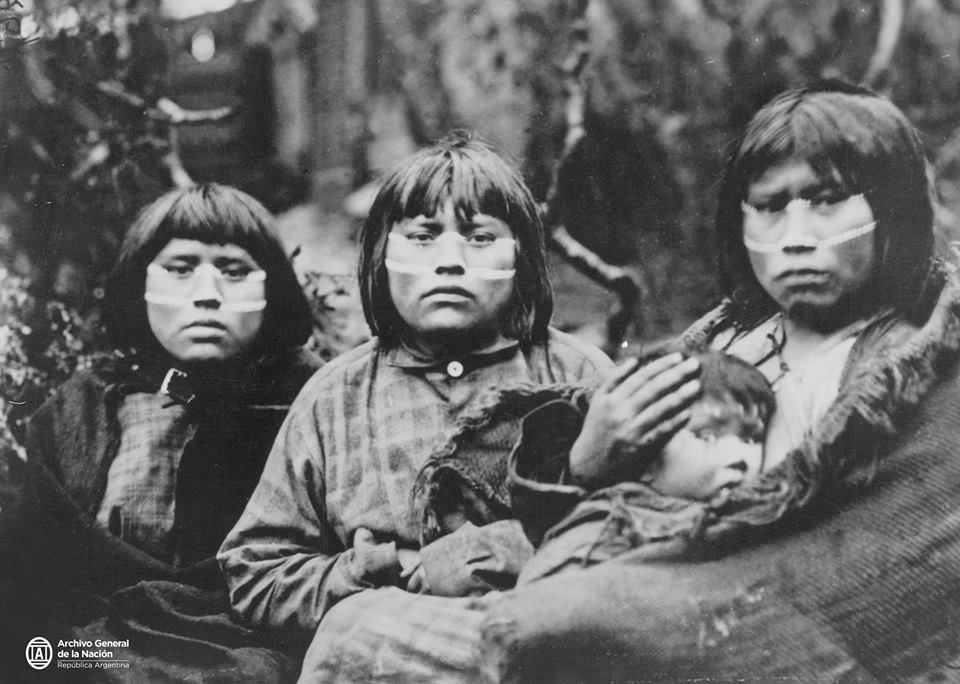
Yahgan bij Kaap Hoorn (1883)

De vuren waren van levensbelang voor de Yahgans. Ze waren naakt op een cape van zeehonden- of ottervel na. Ze smeerden zich in met dierenvet om zich te beschermen tegen uitdroging en onderkoeling. Ze leefden grotendeels van de zee en aten veel vis en mosselen, die door de vrouwen werden opgedoken. Kleding had geen enkel nut in het koude water, dierenvet wel. Toen ze later van de zendelingen kleren moesten gaan dragen, werden de Yahgans ziek, doordat de kleren vies en nat werden in dat klimaat.
Ze geloofden niet in een bepaalde schepper, wel in geesten en hadden ook hun eigen rituelen. Zo moesten moeders na de geboorte van hun kind, samen met de baby een bad nemen in het zeewater, waardoor het kind sterker zou worden.
Vrouwen hadden een groot aandeel in het overleven van de stam. Ze waren vaak forser gebouwd dan de mannen en doken naar voedsel, zorgden voor de kinderen en roeiden en repareerden de kano’s. De mannen maakten de kano’s.
Eeuwenlang hebben deze indianen de kou getrotseerd met minimale middelen om zich te verwarmen. Toen er goud en grasland voor schapen werd gevonden door de blanke kolonisten dolven zij samen met hun buurvolkeren de Alacalufe en de vooral op de guanaco jagende Selknam (Ona) het onderspit doordat daarbij Europese ziektes meekwamen. De schapenboeren loofden zelfs geld uit voor elk indianenhoofd, om de inheemse bevolking uit te moorden. Ook werden de inheemse wolleveranciers zoals alpaca, guanaco, lama en vicuña massaal uitgemoord omdat hun wol door de Europese schapenboeren niet op waarde werd geschat en ze in concurrentie het gras van hun Europese schapen zouden opeten.

##### Taal
Toch was niet iedereen tegen de indianen. De Britse zendeling Thomas Bridges (1842-1898) heeft een woordenboek aangelegd van de Yahgantaal en heeft zo 32.000 woorden en begrippen van de vergetelheid gered, voor het volk zelf verdween. De Yahgantaal wordt aan het begin van de 21e eeuw vrijwel niet meer gesproken. De taal wordt gezien als een isolaat, hoewel sommige taalkundigen geprobeerd hebben een verband te leggen met de Alacalufe-taal en de Chono-talen (niet te verwarren met Chonantalen), die in het zuidwesten van Zuid-Amerika werden gesproken.
Het Chileense Nationaal Bureau van Inheemse Ontwikkeling heeft plannen (2019) om een "taalnest" in Bajia Mejillones te starten, waar kinderen de taal kunnen leren van oudere sprekers.

## Uitsterven

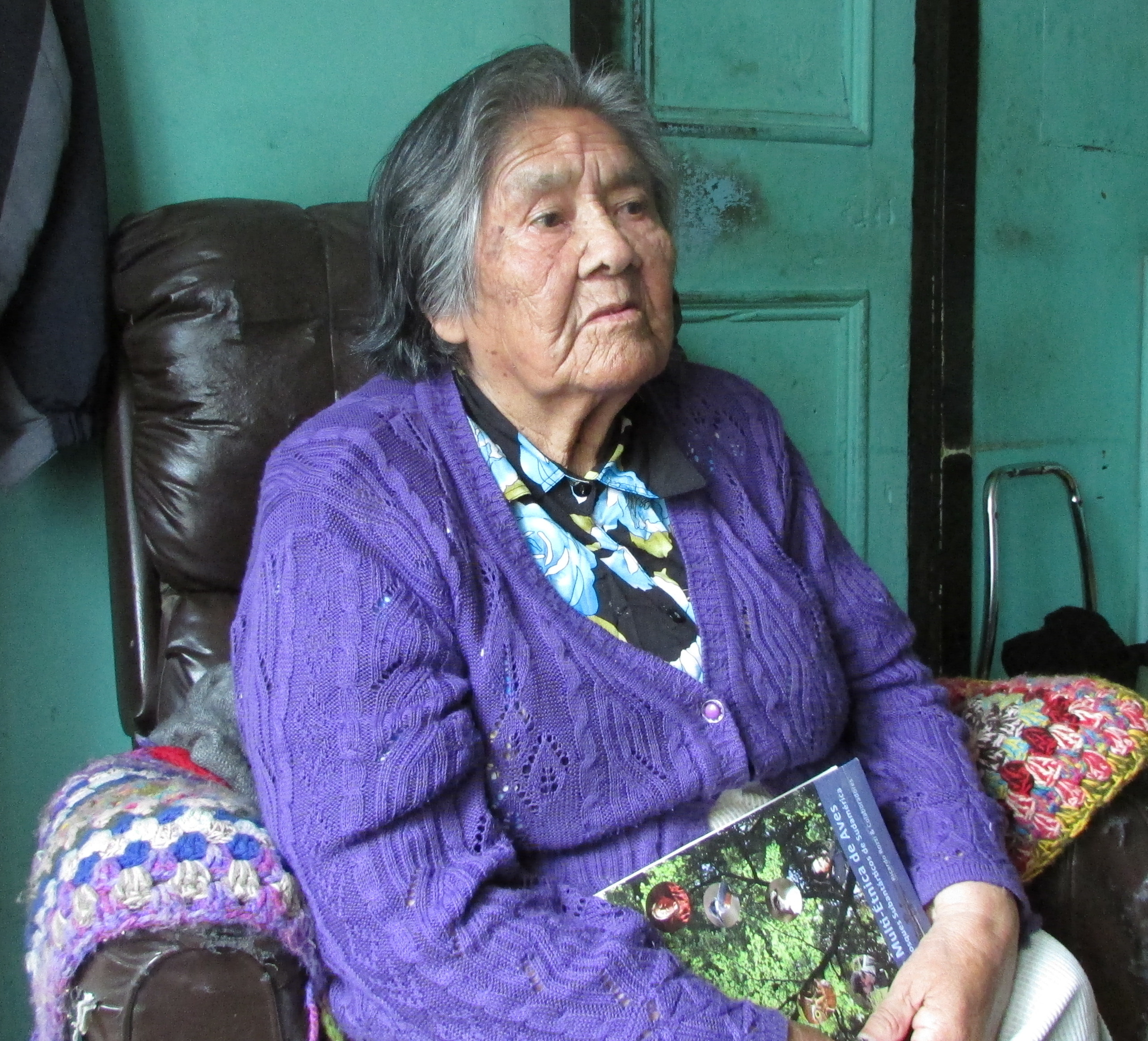
Cristina Calderón (2013)

In de laatste 20 jaar van de 19e eeuw kregen de Yahgan te maken met een reeks epidemieën: tuberculose, pokken, buiktyfus, kinkhoest. Ze noemden de baai van Ushuaia, Welapatux-Waia ("baai van sterfelijkheid"). In 1884 kwamen de Argentijnen aan in Ushuaia en stichtten het dorp officieel. Er brak een epidemie van mazelen uit. Tegen 1900 was de Yahgancultuur snel aan het verdwijnen. In 1912 arriveerde de Oostenrijkse priester en etnoloog Martín Gusinde in Santiago (Chili). Tot 1924 ondernam hij vier expedities naar Vuurland en in elk daarvan bracht hij enkele maanden door met de Yahgans om hun gebruiken te bestuderen en naar hun verhalen te luisteren, die hij vastlegde. In 1995 waren er slechts 74 mensen die zichzelf als Yahgan beschouwden, maar bij de volkstelling van 2017 bedroeg dit aantal 1600. Feitelijk gaat het om mestiezen, die na vier generaties gemengde huwelijken nog voor 1/16 Yahgan zijn.
De een-na-laatste volle Yaghan, Emelinda Acuña, overleed in 2005. De laatste volle Yahgan, Cristina Calderón (schoonzus van Emelinda), leefde tot 2022 nog in Puerto Williams, Chili. Ze was de laatste die de Yahgan-taal als moedertaal sprak.